# Karl von Canitz und Dallwitz
Karl Ernst Wilhelm baron von Canitz und Dallwitz (né le 17 novembre 1787 à Cassel et mort le 25 avril 1850 à Francfort-sur-l'Oder) est un lieutenant général et homme d'État prussien.

## Origine
Canitz und Dallwitz est issu de la famille noble von Canitz und Dallwitz (de), établie temporairement dans la région de la Mulde en Misnie-Saxe, dans l'actuelle commune de Thallwitz, mais qui, en raison de dettes, doit vendre dès 1592 le domaine de chevalier qui s'y trouvait. Ses parents sont le maréchal de la cour de Hesse-Cassel Wilhelm von Dallwitz (1744-1805) et sa femme Charlotte, née von Haudring (1757-1825). Son père est un colonel prussien et héritier de Großburg et Schweinebraten. Son grand-père Melchior Friedrich von Canitz-Dallwitz (1700-1759) est mort le 23 juin 1758 en tant que major général hessois des suites d'une blessure reçue lors de la bataille de Sandershausen.

## Biographie
Il étudie le droit à Marbourg puis entre au service de l'électorat de Hesse. Pendant la guerre de la Quatrième Coalition, il rejoint l'armée prussienne en 1806 et prend part à la bataille d'Heilsberg en tant que sous-lieutenant. Il est blessé à cette occasion et décoré de l'ordre Pour le Mérite le 18 juillet 1807 pour sa conduite. En 1812, il est affecté à l'état-major général du général Yorck von Wartenburg lorsqu'une partie de l'armée prussienne part pour la Russie. Après la conclusion du traité de Tauroggen, il entre au service de la Russie. Il y participe, entre autres, au train de Berlin et Hambourg sous Friedrich Karl von Tettenborn. Puis, lors de l'armistice de 1813, il reprend le service prussien et sert à nouveau dans l'état-major du corps d'armée de Yorck. Après la guerre, il est avec le commandement général à Breslau.
En 1821, Canitz devient adjudant du prince Guillaume, frère de Frédéric-Guillaume III, et en même temps professeur à l'École générale de guerre de Berlin. À cette époque, il écrit anonymement le livre : Betrachtungen über die Thaten und Schicksale der Reiterei in den Feldzügen Friedrichs II. und der neuern Zeit (2 vol. Berlin 1823-24). Lorsque la Prusse assume le rôle de médiateur dans la guerre russo-turque en 1828, Canitz und Dallwitz sont envoyés à Constantinople en tant qu'envoyés extraordinaires.
En 1830, il est nommé chef d'état-major du corps de la Garde et peu après commandant du 1er régiment de hussards du Corps. Lors du soulèvement des Polonais contre la Russie, il est au quartier général du maréchal russe Diebitsch. En 1833, il est ambassadeur auprès de la cour de Hesse et est promu général de division. À partir de 1837, il est ambassadeur à Hanovre, Oldenbourg et Brunswick, entre 1842 et 1845 à Vienne.
Après la démission du ministre Heinrich von Bülow (1845), Canitz est nommé ministre des Affaires étrangères. Il oriente sa politique vers celle des Austro-Russes et influence également la politique intérieure dans le sens d'une vision strictement ecclésiastique. Le 17 mars 1848, il démissionne, comme les autres membres du cabinet Bodelschwingh. En mai 1849, il est envoyé à Vienne pour obtenir le consentement de l'Autriche à l'État fédéral plus étroit prévu par la Prusse. Mais Canitz doit revenir sans avoir rien obtenu. Il prend le commandement de la 5e division d'infanterie stationnée à Francfort-sur-l'Oder.
Karl Ernst Wilhelm Freiherr von Canitz und Dallwitz décède le 25 avril 1850 à Francfort-sur-l'Oder.

## Famille
Il épouse Auguste von Schmerfeld (1787-1825) à Großburg en 1809. Elle est la fille du conseiller privé de Hesse Jakob Sigmund von Schmerfeld et de son épouse Wilhelmine Elisabeth Ihring. Le couple a six enfants, dont :
- Adolph (1810-1868), colonel marié avec la comtesse Luise von der Recke (née en 1815) veuve de Karl von Schlippenbach (de) (mort en 1832)[2]
- Karl Friedrich Ernst (1812-1894), envoyé extraordinaire de Prusse et ministre plénipotentiaire à Naples, marié en 1860 avec Helen Giorgeana Knight, fille de John chevalier de Woverlew
- Julius Ernst Konstantin (1815–1894), ministre résident à Lisbonne et ministre plénipotentiaire à Darmstadt marié en 1856 avec Aurelie Groeninx van Zoelen van Ridderkerk
- Auguste (1822-1904), mariée en :
  - 1849 avec Ludwig von Massow (de) (1794-1859)
  - 1868 avec Ferdinand Stiehl (de) (1812-1878)

- Christiane (1824-1880), mariée en :
  - 1845 avec Otto comte von Westphalen (1807-1856), envoyé prussien et ministre plénipotentiaire à Saint-Pétersbourg
  - 1864 avec Friedrich Joseph von Westphalen

## Travaux
Karl Ernst Wilhelm von Canitz et Dallwitz est considéré comme l'auteur présumé de l'œuvre
- Betrachtungen eines Laien über die neue Betrachtungsweise der Evangelien des Dr. D. F. Strauß. Dieterich, Göttingen 1837 (Digitalisat)